# Fantasy & Science Fiction
Журнал «Fantasy & Science Fiction» (рус. Фэнтези и научная фантастика) или просто «F&SF» — один из старейших американских жанровых журналов, издающихся до сих пор. Журнал в основном посвящён направлениям фэнтези и научной фантастике.

## История
Идея журнала, как издания «мистерии», где печатались бы различные фэнтезийные триллеры, ужастики и детективы, была предложена издательству «Mystery House» американскими редактором Фрэнсисом Маккомасом и критиком и писателем Энтони Бучером. До этого они в течение нескольких лет искали издателя. Первый номер «The Magazine of Fantasy» вышел в октябре 1949 года 70-тысячным тиражом. Со второго номера Бучер решил несколько расширить тематику, научная фантастика была в те годы популярной, и журнал стал называться «The Magazine of Fantasy & Science Fiction».
В дальнейшем шефство над журналом взяло издательство «Fantasy House» (как и «Mistery House», являлось филиалом более крупного «Lawrence Spivak’s Mercury Press»), а с 1958 года издаётся самим «Mercury Press». Благодаря солидным гонорарам удалось привлечь известных авторов (Р. Брэдбери, С. Де Камп, Д. Найт, К. Невилл, Т. Старджон и другие), с 1952 года под патронажем журнала выходят антологии лучших произведений, впервые напечатанных в журнале «F&SF». С февраля 1951 году журнал начинает выходить раз в два месяца (до этого выходил раз в квартал), а с августа 1952 года — ежемесячно. К тому же, помимо США, журнал начинает выходить (правда, недолго) в Великобритании (67 номеров в период с 1953 по 1964 годы) и Австралии (14 выпусков в период с 1954 по 1958 годы).
С ноября 1958 по февраль 1992 года (перед самой смертью автора) в каждом номере (всего 399 выпусков) печаталась научно-популярная статья Айзека Азимова. С 1962 года «The Magazine of Fantasy & Science Fiction» начал практиковать специальные выпуски, которые были полностью посвящены какому-нибудь известному автору жанра.
В 1968 году журнал совместно с издательством «Pyramid Books» учредили и организовали конкурс на лучший научно-фантастический роман. Первое место и главный приз в 5000 $ выиграл писатель Пирс Энтони, написавший роман «Сос по прозвищу Верёвка». В октябре 1987 года название снова изменилось и журнал стал называться «Fantasy & Science Fiction».
Когда в 2000 году журнал был выкуплен главным редактором Гордоном Ван Гелдером (англ. Gordon Van Gelder) у прежнего владельца, Эдварда Фермана (англ. Edward L. Ferman), с 2001 года изданием стало заниматься издательство «Spilogale, Inc». С 2009 года «F&SF» выходит раз в два месяца (с 10 % потерей объёма).

## Хронология

### Названия
- «The Magazine of Fantasy», 1949 год (только первый номер);
- «The Magazine of Fantasy & Science Fiction», с начала 1950 по сентябрь 1987 года;
- «Fantasy & Science Fiction» (сокр. F&SF), с октября 1987 года.

### Редакторы журнала
За все время существования журнала пост главного редактора занимали:
- Фрэнсис Маккомас (англ. J. Francis McComas), с 1949 по август 1954 года;
- Энтони Бучер (англ. Anthony Boucher), с 1949 по август 1958 года[6];
- Сирил Корнблат (англ. Cyril Kornbluth), 1958 год[7];
- Уильям Тенн (англ. William Tenn), 1958 год;
- Роберт Миллс (англ. Robert P. Mills), с сентября 1958 по март 1962 года;
- Эйв Дэвидсон (англ. Avram Davidson), с апреля 1962 по ноябрь 1964 года;
- Джозеф Ферман (англ. Joseph W. Ferman), с декабря 1964 по декабрь 1965 года;
- Эдвард Ферман (англ. Edward L. Ferman), с января 1966 по июнь 1991 года;
- Кристин Кэтрин Раш (англ. Kristine Kathryn Rusch), с июля 1991 по май 1997 года;
- Гордон Ван Гелдер (англ. Gordon Van Gelder), с июня 1997 по январь 2015 года.
- Чарльз Коулман Финлей (англ. Charles Coleman Finlay), с марта 2015 по настоящее время.

### Издательства
За время существования «F&SF» неоднократно менялись издательства:
- Издательство «Mystery House» в Конкорде (штат Нью-Гэмпшир), 1949 год;
- Издательство «Fantasy House» в Нью-Йорке (штат Нью-Йорк), с начала 1950 по февраль 1958 года;
- Издательство «Mercury Press» в Нью-Йорке (штат Нью-Йорк), с марта 1958 по январь 1971 года;
- Издательство «Mercury Press» в Корнуолле (штат Коннектикут), с февраля 1971 по январь 2001 года;
- Издательство «Spilogale, Inc.» в Хобокене (штат Нью-Джерси), с февраля 2001 года.

### Специальные выпуски
Начиная с 1962 года в «The Magazine of Fantasy & Science Fiction» выходили специальные выпуски, посвящённые тому или иному известному автору-фантасту. Всего было сделано около 15 таких выпусков:
- Сентябрь 1962 года — первый специальный выпуск, номер, посвящённый Теодору Старджону.
- Май 1963 года — номер, посвящённый Рею Брэдбери.
- Октябрь 1966 года — номер, посвящённый Айзеку Азимову.
- Июль 1969 года — номер, посвящённый Фрицу Лейберу.
- Апрель 1971 года — номер, посвящённый Полу Андерсону.
- Апрель 1972 года — номер, посвящённый Джеймсу Блишу.
- Сентябрь 1973 года — номер, посвящённый Фредерику Полу.
- Апрель 1974 года — номер, посвящённый Роберту Силвербергу.
- Июль 1977 года — номер, посвящённый Харлану Эллисону.
- Ноябрь 1976 года — номер, посвящённый Деймону Найту.
- Декабрь 1990 года — номер, посвящённый Стивену Кингу.
- Март 2001 года — номер, посвящённый Люциусу Шепарду.
- Сентябрь 2001 года — номер, посвящённый Кейт Вильгельм.
- Июнь 2003 года — номер, посвящённый Барри Молзбергу (англ. Barry Norman Malzberg).
- Апрель 2007 года — номер, посвящённый Джину Вулфу.

## Награды и номинации
«The Magazine of Fantasy & Science Fiction» является восьмикратным лауреатом премии «Хьюго» в номинации лучший профессиональный журнал (в 1958, 1959, 1960, 1963, 1969, 1970, 1971 и 1972 годах)
и 22 раза становился лауреатом премии «Локус» в номинации лучший журнал (с 1971 по 1982, в 1987, и с 2001 по 2010 годы включительно). Журнал получил три премии «Балрог» в 1981, 1983 и 1984 годы.
Двое главных редакторов журнала становились лауреатами «Хьюго» в номинации лучший профессиональный редактор
- Эдвард Ферман в 1981[19], 1982[20] и 1983 годах[21];
- Кристин Кэтрин Раш в 1994 году[22].